# Pontiac Silverdome
El Pontiac Silverdome fue un estadio de fútbol americano y de fútbol, situado en Pontiac, parte del área metropolitana de Detroit, ciudad más grande del estado de Míchigan en Estados Unidos. Su dirección es 1200 Featherstone Road Pontiac, MI 48342.
El estadio fue sede de los Detroit Lions de la National Football League desde 1975 hasta 2001, los Detroit Pistons de la National Basketball Association desde 1978 hasta 1988, y el Detroit Express de la NASL desde 1978 hasta 1980.
El 31 de Diciembre de 1975 Elvis Presley ofreció allí un recital que reunió a unas 60.500 personas   superando en número la presentación  en vivo de The Beatles en el Shea Stadium de New York.
El 29 de enero de 1988, los Detroit Pistons recibieron a los Boston Celtics en el Pontiac Silverdome ante 61 983 espectadores, la segunda mayor convocatoria en la historia de la NBA.
Fue sede del espectáculo de lucha libre profesional World Wrestling Entertainment Wrestlemania 3.
También fue una de las sedes del Mundial de fútbol de 1994. Fue demolido el 4 de diciembre de 2017.

## Historia
El Pontiac Silverdome pasó a la historia como el primer estadio techado en jugarse partidos de la Copa del Mundo de Fútbol.

### Uso después de la mudanza de los Leones a Ford Field
Los Leones se trasladaron a Ford Field al comienzo de la temporada de la NFL 2002. Cuando la Asociación Mundial de Hockey (AMS) trató de volver a introducirse, el nuevo equipo WHA Detroit estaba programado para jugar sus partidos de local en el Silverdome. En los planes también se planteó la posibilidad de un equipo canadiense de la liga de fútbol con sede en Windsor, que podría haber utilizado la cúpula para los posibles partidos de playoffs, pero eso tampoco se materializó.
Después de que los Leones se reubicaron, la actividad en el Silverdome disminuyó drásticamente; sin embargo, todavía fue escena de algunos eventos. Anualmente, los Testigos de Jehová usaban el Silverdome desde finales de los años 1970 a 2004. Debido a hablar de la renovación en 2004, los Testigos optaron por moverse a The Dow Event Center en Saginaw, y el Centro de Convenciones SeaGate en Toledo, Ohio por sus asambleas de distrito. Entre 2003 y 2006, una de las tres pantallas autocine operaron en el estacionamiento; este teatro reabrió sus puertas en 2010, antes de cerrar de nuevo el 13 de julio de 2011.
El Silverdome alojó el Monster Jam, el 7 de enero de 2006 y fue utilizado como un centro de práctica para los Campeones de la AFC Pittsburgh Steelers del Super Bowl XL, con la NFL añadiendo césped artificial, que más tarde fue donado a una escuela secundaria local.

### Venta
Después de la salida de los Leones de Detroit, la ciudad de Pontiac comenzó a experimentar varios años de problemas financieros serios. Debido a los continuos altos costos de mantenimiento de la estructura, que hizo varios intentos infructuosos de vender el estadio. A principios de 2008, United Assurance Company Ltd. hizo la oferta de compra más alta hasta la fecha, con una oferta de 18 millones de dólares para convertir el Silverdome en un complejo de entretenimiento al estilo de Hollywood, tras una oferta anterior de $ 12 millones por un abogado. Sin embargo, la ciudad anunció en octubre de 2009 que la propiedad se iría a la subasta sin mínimo de base, y que los reglamentos de zonificación sería estar ecuánime para cualquier comprador con el fin de generar desarrollo. La ciudad contrató a la empresa de Williams & Williams para llevar a cabo la subasta en noviembre de 2009.
Después de leer acerca de la subasta en un periódico, el canadiense nacido en Grecia, Andreas Apostolopoulos promotor inmobiliario, director general de la sede en Toronto Triple Properties Inc., presentó una oferta ganadora de 550 000 dólares. Comisiones de bienes raíces de 6% aumentó el precio a 583 000 dólares. La venta del Silverdome, terminado en 1975 a un costo de $ 55 700 000 (aproximadamente $ 225 millones de dólares en 2012), y vendido en 2009 por $ 583 000 fue visto por muchos como un símbolo de la caída de los precios de bienes raíces en el área metropolitana de Detroit, aunque muchos líderes y residentes locales afirmaron que la venta se produjo debido a la incompetencia de la administración de la ciudad y de no tener una visión o planes de futuro para el estadio y sus alrededores.

### Reapertura
El Silverdome fue reabierto el 17 de abril de 2010, con un evento de camiones monstruo.
El AC Milan y el Panathinaikos FC jugaron un amistoso el 6 de agosto de 2010. El 29 de enero de 2011, el boxeador profesional Timothy Bradley defendió su título de la OMB peso wélter ligero en una pelea de unificación contra el campeón del CMB, Devon Alexander. La pelea se transmitió en vivo por HBO World Championship Boxing, con una asistencia de alrededor de 7000 espectadores. Los propietarios han indicado que están llevando a cabo un posible equipo en expansión de la Major League Soccer, y pueden renovar el Silverdome para este fin. Los parques del Silverdome se han utilizado para películas de autocine con poca frecuencia desde 2005.

### Abandono y subasta de objetos
El techo se desinfló de forma permanente el 2 de enero 2013. En marzo de 2014, los propietarios anunciaron que estarían subastando los objetos de la instalación, incluyendo asientos y accesorios. Un sitio web dedicado a los monumentos históricos de Detroit ha lanzado fotos y video del estadio en mayo 2014, mostrando el edificio principal en mal estado, con los restos de la cubierta caídos en el estadio y el campo estando bajo el agua.

## Copa Mundial de Fútbol de 1994
| 18 de junio de 1994 | Estados Unidos | 1:1 (1:1) | Suiza     |                                                                            |                                                                            |
|                     | Wynalda 45'    |           | Brégy 39' | Asistencia: 73.425 espectadores Árbitro(s): Francisco Lamolina (Argentina) | Asistencia: 73.425 espectadores Árbitro(s): Francisco Lamolina (Argentina) |

| 22 de junio de 1994 | Suiza                                  | 4:1 (1:1) | Rumania  |                                                                 |                                                                 |
|                     | Sutter 17' Chapuisat 53' Knup 66', 73' |           | Hagi 36' | Asistencia: 61.428 espectadores Árbitro(s): Nadj Jouini (Túnez) | Asistencia: 61.428 espectadores Árbitro(s): Nadj Jouini (Túnez) |

| 28 de junio de 1994 | Suecia           | 1:1 (1:0) | Brasil      |                                                                   |                                                                   |
|                     | K. Andersson 24' |           | Romário 47' | Asistencia: 77.217 espectadores Árbitro(s): Sándor Puhl (Hungría) | Asistencia: 77.217 espectadores Árbitro(s): Sándor Puhl (Hungría) |

| 24 de junio de 1994 | Rusia          | 1:3 (1:1) | Suecia                         |                                                                    |                                                                    |
|                     | Salenko 4' (p) |           | Brolin 39' (p) Dahlin 60', 82' | Asistencia: 71.528 espectadores Árbitro(s): Joël Quiniou (Francia) | Asistencia: 71.528 espectadores Árbitro(s): Joël Quiniou (Francia) |

| Predecesor: Superdome Super Bowl XV | Estadio del Super Bowl Super Bowl XVI | Sucesor: Rose Bowl Super Bowl XVII |